# جعفرخانلی
جعفرخانلی (به ترکی آذربایجانی: Cəfərxanlı) یک منطقه مسکونی در جمهوری آذربایجان است که در شهرستان جلیل‌آباد واقع شده است. جعفرخانلی ۱۰۳۰ نفر جمعیت دارد.